# Sociologie de Besançon
Besançon est une ville de l'Est de la France dont la population présente certaines caractéristiques particulières.

## Revenus
| Revenus           | Revenus moyens par ménage | Nombre de redevables de l'ISF | Impôt moyen sur la fortune | Patrimoine moyen des redevables de l'ISF |
| ----------------- | ------------------------- | ----------------------------- | -------------------------- | ---------------------------------------- |
| Besançon          | 14 792 € / an             | 472                           | 6 138 € / an               | 1 538 956 €                              |
| Paris             | 25 948 € / an             | 59 915                        | 189 612 € / an             | 37 367 973 €                             |
| Montpellier       | 13 632 € / an             | 1 155                         | 4 545 € / an               | 1 383 213 €                              |
| Moyenne nationale | 15 027 € / an             |                               | 5 683 € / an               | 1 493 167 €                              |

## Immigration
Au recensement général de la population de 1999, la population immigrée à Besançon représentait 10 426 personnes, soit 8,9 % de la population totale de la commune. Les principaux pays d'origine sont l'Algérie (1 933 personnes), le Maroc (1 485), le Portugal (1 010), l'Italie (800) et la Turquie (482). 53,1 % de cette population immigrée était locataire dans des logements HLM et le taux de chômage dans cette population atteignait 29,3 %.
| Algérie     | 1 933  | 19,5 | 17,5 |
| Maroc       | 1 485  | 15,9 | 12,6 |
| Portugal    | 1 010  | 9,5  | 9,9  |
| Italie      | 800    | 7,0  | 8,3  |
| Turquie     | 482    | 4,8  | 4,4  |
| Autres pays | 4 716  | 43,3 | 47,3 |
| Total       | 10 426 | 50,6 | 49,4 |

| Logement            | Effectif | Part en % |
| ------------------- | -------- | --------- |
| Propriétaires       | 1 244    | 20,5      |
| Locataires hors HLM | 1 223    | 20,1      |
| Locataires HLM      | 3 222    | 53,1      |
| Autres              | 382      | 6,3       |
| Ménages immigrés    | 6 071    | 100,0     |

| Marché du Travail      | Effectif | % Hommes | % Femmes |
| ---------------------- | -------- | -------- | -------- |
| Actifs                 | 5 381    | 58,1     | 41,9     |
| Taux d'Activité (en %) | 54,2     | 60,6     | 45,0     |
| Chômeurs               | 1 574    | 51,9     | 48,1     |
| Taux de Chômage (en %) | 29,3     | 26,1     | 33,6     |

## Sociologie politique
La population de Besançon, à travers ses différents votes, exprime une forte tradition socialiste issue de son histoire marquée d'utopisme, de coopérativisme et de mouvements sociaux forts. Depuis quelques années, l'écologie a pris également une place importante parmi les habitants de la ville, les candidats écologistes aux élections présidentielles y enregistrant de meilleurs résultats qu'au niveau national, et le candidat des Verts enregistrant un score de 16,05 % aux élections municipales de 2001.

### Élections présidentielles

#### Élection présidentielle de 1995
| Candidat             | Parti     | Premier Tour | Second Tour |
| -------------------- | --------- | ------------ | ----------- |
| Lionel Jospin        | PS        | 27,93 %      |             |
| Édouard Balladur     | UDF       | 18,75 %      |             |
| Jacques Chirac       | RPR       | 18,6 %       |             |
| Jean-Marie Le Pen    | FN        | 14,01 %      |             |
| Dominique Voynet     | Les Verts | 5,9 %        |             |
| Arlette Laguiller    | LO        | 5,55 %       |             |
| Robert Hue           | PCF       | 5,39 %       |             |
| Philippe de Villiers | MPF       | 3,63 %       |             |
| Jacques Cheminade    | POE       | 0,24 %       |             |
| Jacques Chirac       | RPR       |              | 49,46 %     |
| Lionel Jospin        | PS        |              | 50,54 %     |

- Blancs ou nuls (en % des votes exprimés) au premier tour : ? %

Taux de participation 	79,26 %
- Blancs ou nuls (en % des votes exprimés) au second tour : ? %

Taux de participation: 80,08 % 	

#### Élection présidentielle de 2002
| Candidat             | Parti     | Premier Tour | Second Tour |
| -------------------- | --------- | ------------ | ----------- |
| Lionel Jospin        | PS        | 18,1 %       |             |
| Jacques Chirac       | RPR       | 17,5 %       |             |
| Jean-Marie Le Pen    | FN        | 14,6 %       |             |
| J.Pierre Chevènement | MDC       | 10,1 %       |             |
| Noël Mamère          | Les Verts | 7,5 %        |             |
| François Bayrou      | UDF       | 6,3 %        |             |
| Olivier Besancenot   | LCR       | 5,7 %        |             |
| Arlette Laguiller    | LO        | 5,5 %        |             |
| Jacques Chirac       | UMP       |              | 85,9 %      |
| Jean-Marie Le Pen    | FN        |              | 14,1 %      |

- Blancs ou nuls (en % des votes exprimés) au premier tour : ? %

Taux de participation 	61,19 %
- Blancs ou nuls (en % des votes exprimés) au second tour : ? %

Taux de participation: 68,31 % 	

#### Élection présidentielle de 2007
| Candidat             | Parti     | Premier Tour | Second Tour |
| -------------------- | --------- | ------------ | ----------- |
| Ségolène Royal       | PS        | 31,26 %      |             |
| Nicolas Sarkozy      | UMP       | 29,21 %      |             |
| François Bayrou      | UDF       | 19 %         |             |
| Jean-Marie Le Pen    | FN        | 7,53 %       |             |
| Olivier Besancenot   | LCR       | 4,23 %       |             |
| Dominique Voynet     | Les Verts | 2,43 %       |             |
| José Bové            |           | 1,75 %       |             |
| Philippe de Villiers | MPF       | 1,51 %       |             |
| Marie-George Buffet  | PCF       | 1,38 %       |             |
| Arlette Laguiller    | LO        | 1,15 %       |             |
| Frédéric Nihous      | CPNT      | 0,30 %       |             |
| Gérard Schivardi     |           | 0,24 %       |             |
| Ségolène Royal       | PS        |              | 53 %        |
| Nicolas Sarkozy      | UMP       |              | 47 %        |

- Blancs ou nuls (en % des votes exprimés) au premier tour : 1,09 %

Taux de participation 	81,99 %
- Blancs ou nuls (en % des votes exprimés) au second tour : 4,02 %

Taux de participation: 83,24 % 	

### Référendums
- Le référendum sur le projet de Constitution de la Ve République du 28 septembre 1958 a vu le OUI l'emporter à Besançon par 88,3 % des suffrages exprimés contre 11,7 % pour le NON (respectivement 79,2 % et 20,8 % au niveau national)[4].
- Le référendum sur l'autodétermination en Algérie du 8 janvier 1961 a vu le OUI l'emporter à Besançon par 86,5 % des suffrages exprimés contre 13,5 % pour le NON (respectivement 75,2 % et 24,8 % au niveau national)[4].
- Le référendum pour l'approbation des « Accords d'Évian » du 8 avril 1962 a vu le OUI l'emporter à Besançon par 92,1 % des suffrages exprimés contre 7,9 % pour le NON (respectivement 90,7 % et 9,3 % au niveau national)[4].
- Le référendum sur l'élection du Président de la République au suffrage universel direct du 28 octobre 1962 a vu le OUI l'emporter à Besançon par 71 % des suffrages exprimés contre 29 % pour le NON (respectivement 61,8 % et 38,2 % au niveau national)[4].
- Le référendum sur la réforme du Sénat et la régionalisation du 27 avril 1969 a vu le OUI l'emporter à Besançon par 52,6 % des suffrages exprimés contre 47,4 % pour le NON (respectivement 46,8 % et 53,2 % au niveau national)[4].
- Le référendum sur l'élargissement de la CEE au Royaume-Uni, Irlande, Danemark et Norvège du 23 avril 1972 a vu le OUI l'emporter à Besançon par 78,4 % des suffrages exprimés contre 21,6 % pour le NON (respectivement 67,7 % et 32,3 % au niveau national)[4].
- Le référendum pour la ratification du Traité de Maastricht du 20 septembre 1992 a vu le OUI l'emporter à Besançon par 60,3 % des suffrages exprimés contre 39,7 % pour le NON (respectivement 51,04 % et 48,96 % au niveau national).
- Le référendum sur le quinquennat présidentiel du 24 septembre 2000 a vu le OUI l'emporter à Besançon[5] par 76,06 % des suffrages exprimés contre 23,94 % pour le NON (respectivement 73,21 % et 26,79 % au niveau national).
- Le référendum français sur le traité établissant une Constitution pour l'Europe du 29 mai 2005 a vu la victoire du OUI à 52,46 % contre 47,54 % pour le NON (respectivement 45,32 % et 54,68 % au niveau national).

## Sociologie du quartier de Planoise
Le tableau suivant présente la sociologie de Planoise (Population, ménages, travail, habitat). Ce tableau a été fait à partir des communications de l'Insee (fiche profil de Planoise, données des Recensements de la population de 1990 et 1999).
Le suivant tableau ne concerne que les habitants de la ZUS de Planoise, définie par la commune de Besançon, soit environ 85 % de la population totale de Planoise.
| Désignation                                                 | Planoise (1990) | Planoise (1999) | Besançon (1990) | Besançon (1999) |
| ----------------------------------------------------------- | --------------- | --------------- | --------------- | --------------- |
| Population totale                                           | 18489           | 20000           | 113835          | 117691          |
| % des moins de 20 ans                                       | 33,6 %          | 32,4 %          | 25,4 %          | 23,0 %          |
| % des 60 ans et plus                                        | 5,9 %           | 8,9 %           | 16,7 %          | 17,4 %          |
| % des étrangers                                             | 18,3 %          | 14,7 %          | 9,3 %           | 6,8 %           |
| % de non-diplômés (15 ans et plus)                          | 27,6 %          | 29,7 %          | 22,2 %          | 17,0 %          |
| Nombre de ménages                                           | 7004            | 7135            | 48026           | 55159           |
| % ménages de 1 personne                                     | 31,6 %          | 38,3 %          | 37 %            | 44,8 %          |
| % ménages de 6 personnes et plus                            | 4,9 %           | 4,3 %           | 2,4 %           | 1,9 %           |
| Nombre moyen de personnes par logement                      | 2.61            | 2.40            | 2.27            | 2.05            |
| Population active                                           | 8530            | 7940            | 51543           | 52405           |
| Taux d'activité des 15-59 ans                               | 65,3 %          | 66,4 %          | 67,6 %          | 67,4 %          |
| Taux d'activité des 15-24 ans                               | 35,6 %          | 27,6 %          | 31,0 %          | 21,0 %          |
| Population active occupée                                   | 7111            | 5932            | 45362           | 44620           |
| Taux de salariés en CDD, intérim, stages...                 | 17,1 %          | 22,3 %          | 12,6 %          | 17,5 %          |
| Taux d'actifs ayant un emploi dans la population totale     | 38,5 %          | 34,4 %          | 39,8 %          | 37,9 %          |
| Nombre de chômeurs                                          | 1326            | 1968            | 5722            | 7564            |
| Taux de chômage total                                       | 15,5 %          | 24,8 %          | 11,1 %          | 14,4 %          |
| Taux de chômage des 15-24 ans                               | 21,3 %          | 39,7 %          | 18,0 %          | 24,3 %          |
| Nombre de logements                                         | 7317            | 7785            | 52938           | 61507           |
| % de logements en immeuble de 10 logements et plus          | 94,3 %          | 93,6 %          | 59,3 %          | 59,1 %          |
| % de logements locatifs HLM dans les résidences principales | 78,5 %          | 78,7 %          | 27,9 %          | 26,5 %          |
| Taux de vacance des logements                               | 3,1 %           | 7,6 %           | 5,8 %           | 8,6 %           |

### Pyramide des âges
Les planoisiens sont plutôt jeunes, puisque les moins de 20 ans représentent 32,4 % de la population totale, contre 25,7 % pour la France. toutefois, la population de Planoise a tendance à vieillir puisque la part des moins de 20 ans, qui était de 46,9 % en 1971, n'est plus que de 32,4 % en 1999.

### Immigration
Planoise a connu trois grandes vagues d'immigration : en 1971, quand les premiers habitants s'installent, la majorité des habitants est alors d'origine française. La seconde vague, entre 1980 et 1990, concerne en majorité les pays du Maghreb. La troisième et dernière vague est principalement orchestrée par les pays de l'Est de l'Europe.